# IMac G3
El iMac G3, lanzado originalmente como el iMac, es una serie de ordenadores personales vendidos por Apple entre 1998 y 2003. Este iMac fue el primer gran lanzamiento de la empresa bajo la dirección de su CEO y cofundador Steve Jobs, quien regresó a Apple en 1996 tras las dificultades financieras de esta. El iMac estaba diseñado como una nueva serie de ordenadores de escritorio, económicos y de fácil conexión a Internet.
El diseño todo en uno del iMac fue desarrollado por Jony Ive, el jefe de diseño de la empresa, y su equipo; y cuenta con un monitor de rayos catódicos (CRT), un procesador PowerPC G3, y el resto de componentes y puertos en una única carcasa de plástico translúcido, que contrastaba con los diseños beige del resto de ordenadores. El G3 dejó de usar tecnologías heredadas como unidades de disquete y puertos serie, sustituyéndolas por unidades de CD-ROM y puertos USB.
La recepción del iMac G3 fue mixta: algunos periodistas afirmaban que el ordenador sería ideal para nuevos usuarios, pero criticaban la falta de tecnologías heredadas, y la incomodidad de uso del teclado y ratón. Por otra parte, el iMac se convirtió en un éxito inmediato, vendiendo más de 5 millones de unidades durante toda su vida y convirtiéndose en el ordenador que más rápido se ha vendido de Apple. El modelo original sufrió numerosas revisiones, aumentando la velocidad del procesador, la memoria RAM, y el espacio del disco duro. Se considera que el iMac salvó a la empresa de la quiebra, y tuvo una importante repercusión en la industria del ordenador, pasando de ser productos dirigidos a un nicho a bienes de consumo general. El iMac G3 fue sustituido años después por el iMac G4, y el rol del G3 en el mercado educativo fue ocupado por el eMac.

## Características y revisiones

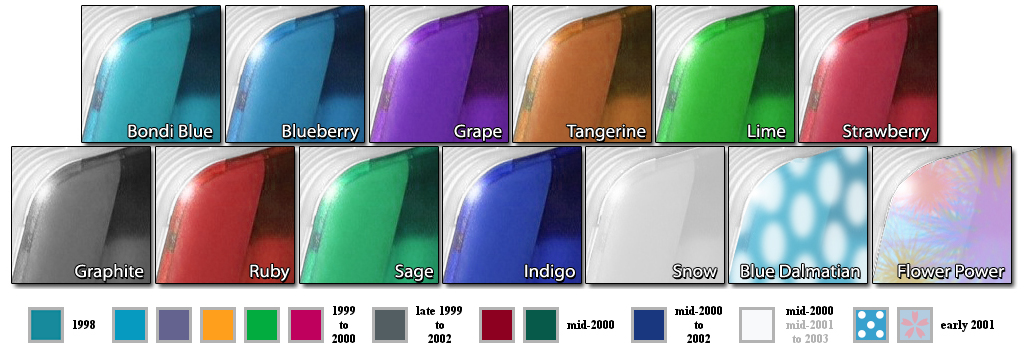
Todos los colores disponibles en el iMac G3 a lo largo de su historia

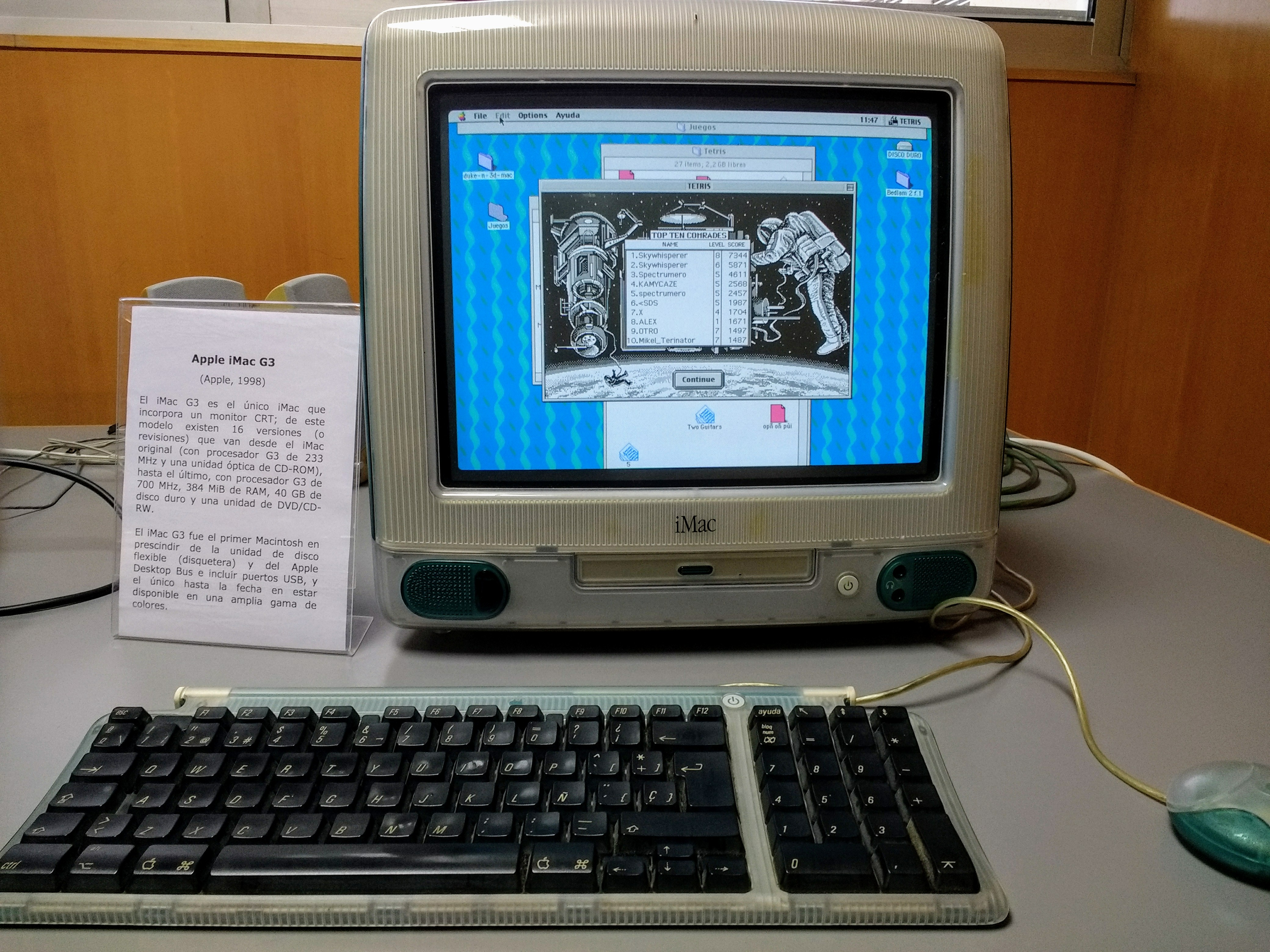
El primero modelo del iMac G3 «Bondi Blue», ejecutando el sistema Mac OS 8. El iMac G3 también admitía el sistema Mac OS X hasta la versión 10.3 o 10.4, dependiendo del modelo.

La configuración inicial del iMac, lanzado el 15 de agosto de 1998, incluía un procesador G3 a 233 MHz, gráficos ATI Rage IIc, disco duro de 4 GB, unidad de CD-ROM de carga por bandeja, dos puertos USB, puertos de sonido, red, módem e infrarrojos y altavoces estéreo. Solo venía en un único color, denominado «Bondi blue» e incorporaba el sistema operativo Mac OS 8.1. El 17 de octubre se incluyeron gráficos ATI Rage Pro Turbo más rápidos y el sistema Mac OS 8.5.
De manera oficial el iMac no contaba con ranuras de expansión, pero estas primeras versiones contaban con un conector interno denominado «mezzanine» que admitía algunas tarjetas de expansión creadas por terceros, como tarjetas de vídeo y puertos SCSI.
El 5 de enero de 1999 apareció una nueva revisión del iMac, ahora disponible en 5 colores distintos, un procesador más rápido de 266 MHz y un disco duro de 6 GB.
El 5 de octubre de ese mismo año, Apple lanzó una nueva serie del iMac. Mientras que los modelos originales estaban enfocados a conectarse a Internet, esta nueva serie se centraba en el mercado de las videocámaras digitales (DV). Los nuevos modelos eran similares en apariencia a los anteriores, pero tenían una carcasa ligeramente más pequeña, se eliminó la carcasa de acero que cubría la mayoría de componentes del modelo anterior, y los colores eran más claros y los plásticos más transparentes. La unidad de CD-ROM de carga por bandeja se sustituyó por una unidad de carga por ranura, se instaló una puerta trasera para que los usuarios pudieran añadir RAM adicional con facilidad y se añadió una ranura para una tarjeta de red inalámbrica AirPort. Apple se asoció con Harman Kardon para diseñar los nuevos altavoces internos del iMac (Harman Kardon también fabricó un subwoofer independiente, el iSub, que se alimentaba por USB). Estos nuevos modelos no tenían ventilador, los componentes se refrigeraban por convección: el aire caliente se expulsaba a través de los orificios de ventilación situados alrededor de la parte superior del ordenador. Se ofrecían tres nuevos modelos y algunos colores y características estaban restringidos a determinados modelos. El modelo más barato, de 999 dólares, sólo estaba disponible en un color. Venía con un procesador de 350 MHz, 64 MB de RAM, un chip de gráficos mejorado y un disco duro de mayor capacidad. El iMac DV estaba disponible en cinco colores e incluía el programa de edición de vídeo iMovie, además de un procesador de 400 MHz, dos puertos FireWire, un disco duro de mayor capacidad y una unidad óptica de DVD-ROM. El iMac DV Special Edition venía en un nuevo color «Graphite», y se suministraba con más RAM y un disco duro de 13 GB, la mayor de la gama. Los iMac DV también incluían un puerto de vídeo VGA para duplicar la pantalla del iMac en un monitor o proyector externo.
El 19 de julio de 2000, se lanzó una nueva gama con cuatro configuraciones en cinco colores. El modelo básico, el más barato, no tenía puertos FireWire ni salida de vídeo, venía con una carcasa de color índigo y se vendía por 799 dólares. Tenía el mismo procesador de 350 MHz y 64 MB de RAM que el iMac original, pero contaba con un disco duro de mayor capacidad. Los modelos iMac DV y DV+ tenían un procesador de 400 MHz y 450 MHz, respectivamente, y discos duros más grandes; el modelo DV+ tenía una unidad de DVD-ROM. El modelo más caro era el iMac DV Special Edition, que tenía un procesador de 500 MHz, 128 MB de RAM, un disco duro de mayor capacidad y una carcasa en un color exclusivo llamado «Snow».
La siguiente gama salió a la venta el 22 de febrero de 2001. Estos nuevos ordenadores venían con unidades de CD-RW y el programa iTunes, pues Apple buscaba orientarlos hacia el consumo de música digital. El iMac y el iMac Special Edition venían con procesadores de 400 MHz, 500 MHz y 600 MHz, todos con puertos FireWire, un chipset gráfico más rápido y discos duros de mayor capacidad como opciones estándar. Además de los colores índigo (iMac) y grafito (iMac Special Edition), Apple creó dos nuevos diseños: «Flower Power» y «Blue Dalmatian».
Una última revisión en julio de 2001 dejó únicamente los colores más sencillos: «Indigo», «Graphite» y «Snow». Estos modelos venían con Mac OS X, un procesador de 500, 600 o 700 MHz, un máximo de 256 MB de RAM y un disco duro de hasta 60 GB en la Special Edition. Tras la introducción del iMac G4 en enero de 2002, Apple siguió vendiendo algunos modelos iMac G3 a velocidades de 500 y 600 MHz. Los modelos Indigo y Graphite se dejaron de fabricar primero, con el último modelo «Snow» siendo descontinuado en marzo de 2003.

## Legado

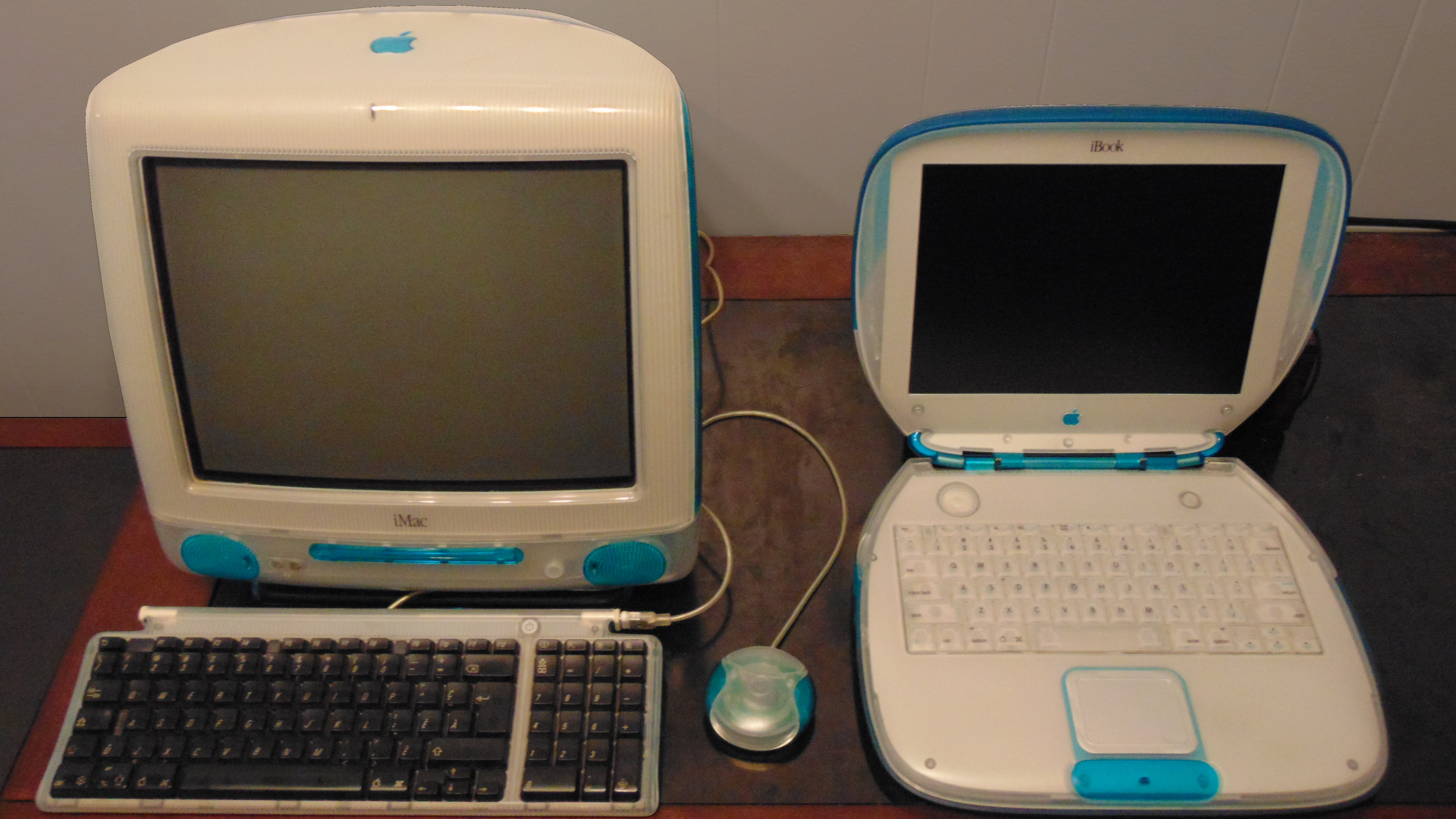
Dos ordenadores de Apple (iMac e iBook, ambos con el chip G3) en color Blueberry.

El iMac G3 se convirtió en un icono de la informática. El diseño del iMac cambió la idea de la apariencia de los ordenadores en un mundo donde estos estaban definidos por cajas beige con poco carácter. En pocos meses, la competencia se apresuró a producir ordenadores que seguían el lenguaje de diseño del iMac, añadiendo a sus diseños plásticos translúcidos o de colores similares. El iMac reflejaba las tendencias de diseño contemporáneas en su uso de las curvas.
El éxito masivo del iMac ayudó a Apple a mantenerse a flote mientras lanzaba un sistema operativo moderno y renovaba el resto de la gama Mac, manteniendo su posición como líder del sector del audio y vídeo digital. También estableció la fórmula de renovar rápidamente un nuevo producto mediante rápidas actualizaciones iterativas. Macworld señaló que el iMac salvó a Apple económicamente, demostrando que la empresa aún podía fabricar productos interesantes e innovadores. El iMac también sirvió para que el público conociera a Jony Ive, convirtiéndolo en uno de los diseñadores más famosos del mundo. El nombre del producto tuvo gran influencia en muchos de los productos posteriores de Apple, como el iPod, el iPhone y el iPad, y durante un tiempo definió las líneas de productos de consumo de Apple, como el iBook, el portátil de gama baja de Apple, que siguió los pasos del iMac en cuanto a su diseño y filosofía.
La influencia del diseño del iMac G3 no se limitó a los ordenadores personales. a principios de la década de los 2000, los diseños de plástico translúcido en varios colores se habían convertido en habituales entre los productos de electrónica de consumo, como reproductores de música, teléfonos móviles o consolas de videojuegos. Sin embargo, Apple no continuaría con este diseño, y el iMac G3, con su llamativo diseño, fue sustituido por el iMac G4, de color blanco y pantalla plana. Desde entonces, toda la gama de ordenadores de Apple siguió siendo relativamente monocroma hasta el lanzamiento en 2021 de los iMac basados en Apple Silicon, considerado como una vuelta a los coloridos orígenes del iMac.

## Especificaciones técnicas

### Primera generación, «carga por bandeja»
| Modelo                         | iMac (233 MHz)                                              | iMac (233 MHz)                                              | iMac (266 MHz)                                              | iMac (333 MHz)                                              |
| ------------------------------ | ----------------------------------------------------------- | ----------------------------------------------------------- | ----------------------------------------------------------- | ----------------------------------------------------------- |
| Imagen                         | Original iMac viewed from the side                          | Original iMac viewed from the side                          | Lineup of iMacs in five different colors, side view         | Lineup of iMacs in five different colors, side view         |
| Fecha de lanzamiento           | 15 de agosto de 1998                                        | 26 de octubre de 1998                                       | 5 de enero de 1999                                          | 15 de abril de 1999                                         |
| Fecha de descontinuación       | 5 de enero de 1999                                          | 5 de enero de 1999                                          | 14 de abril de 1999                                         | 5 de octubre de 1999                                        |
| Colores                        | Bondi Blue                                                  | Bondi Blue                                                  | Blueberry Grape Tangerine Lime Strawberry                   | Blueberry Grape Tangerine Lime Strawberry                   |
| Identificador de modelo        | M4984 iMac,1                                                | M4984 iMac,1                                                | M4984 iMac,1                                                | M4984 iMac,1                                                |
| Número de pedido               | M6709/A "Rev. A"                                            | M6709/B "Rev. B"                                            | M7345                                                       | M7440                                                       |
| Procesador                     | PowerPC 750 (G3)                                            | PowerPC 750 (G3)                                            | PowerPC 750 (G3)                                            | PowerPC 750 (G3)                                            |
| Velocidad de reloj             | 233 MHz                                                     | 233 MHz                                                     | 266 MHz                                                     | 333 MHz                                                     |
| Memoria caché                  | Caché L1 de 32 KB y caché L2 de 512 KB                      | Caché L1 de 32 KB y caché L2 de 512 KB                      | Caché L1 de 32 KB y caché L2 de 512 KB                      | Caché L1 de 32 KB y caché L2 de 512 KB                      |
| Memoria principal              | Dos ranuras SO-DIMM, 32 MB PC100 SDRAM (ampliable a 256 MB) | Dos ranuras SO-DIMM, 32 MB PC100 SDRAM (ampliable a 256 MB) | Dos ranuras SO-DIMM, 32 MB PC100 SDRAM (ampliable a 256 MB) | Dos ranuras SO-DIMM, 32 MB PC100 SDRAM (ampliable a 256 MB) |
| Gráficos                       | ATI Rage IIc con 2 MB SGRAM                                 | ATI Rage Pro Turbo con 6 MB SGRAM                           | ATI Rage Pro Turbo con 6 MB SGRAM                           | ATI Rage Pro Turbo con 6 MB SGRAM                           |
| Almacenamiento                 | 4 GB                                                        | 4 GB                                                        | 6 GB                                                        | 6 GB                                                        |
| Unidad óptica                  | Lector CD-ROM 24x de carga por bandeja                      | Lector CD-ROM 24x de carga por bandeja                      | Lector CD-ROM 24x de carga por bandeja                      | Lector CD-ROM 24x de carga por bandeja                      |
| Conectividad                   | Puerto de red Ethernet 10/100 BASE-T Módem de 56k V.90      | Puerto de red Ethernet 10/100 BASE-T Módem de 56k V.90      | Puerto de red Ethernet 10/100 BASE-T Módem de 56k V.90      | Puerto de red Ethernet 10/100 BASE-T Módem de 56k V.90      |
| Conectividad                   | Puerto infrarrojos (IrDA)                                   | Puerto infrarrojos (IrDA)                                   | -                                                           | -                                                           |
| Otros puertos de E/S           | 2x USB Jacks de E/S audio Altavoces estéreo incorporados    | 2x USB Jacks de E/S audio Altavoces estéreo incorporados    | 2x USB Jacks de E/S audio Altavoces estéreo incorporados    | 2x USB Jacks de E/S audio Altavoces estéreo incorporados    |
| Sistema operativo original     | Mac OS 8.1                                                  | Mac OS 8.5                                                  | Mac OS 8.5.1                                                | Mac OS 8.5.1                                                |
| Sistema operativo más reciente | Mac OS X 10.3 Panther                                       | Mac OS X 10.3 Panther                                       | Mac OS X 10.3 Panther                                       | Mac OS X 10.3 Panther                                       |
| Peso                           | 17.25 kg (40 libras)                                        | 17.25 kg (40 libras)                                        | 17.25 kg (40 libras)                                        | 17.25 kg (40 libras)                                        |
| DImensiones                    | 40,1 x 38,6 x 44,7 cm (15,8 x 15,2 x 17,6 pulgadas)         | 40,1 x 38,6 x 44,7 cm (15,8 x 15,2 x 17,6 pulgadas)         | 40,1 x 38,6 x 44,7 cm (15,8 x 15,2 x 17,6 pulgadas)         | 40,1 x 38,6 x 44,7 cm (15,8 x 15,2 x 17,6 pulgadas)         |

### Segunda generación, «carga por ranura»
| Modelo                         | iMac (Carga por ranura)                                                                               | iMac (Carga por ranura)                                                                               | iMac (Carga por ranura)                                                                               | iMac (Verano de 2000)                                                                                 | iMac (Verano de 2000)                                                                                 | iMac (Verano de 2000)                                                                                 | iMac (Verano de 2000)                                                                                 | iMac (Principios de 2001) | iMac (Principios de 2001) | iMac (Principios de 2001) | iMac (Verano de 2001)                                                                                 | iMac (Verano de 2001)                                                                                 | iMac (Verano de 2001)                                                                                 |
| ------------------------------ | --- | --- | --- | --- | --- | --- | --- | --- | --- | --- | --- | --- | --- |
| Imagen                         | Side view of an iMac in a translucent color scheme.                                                   | Side view of an iMac in a translucent color scheme.                                                   | Side view of an iMac in a translucent grey and white color scheme.                                    | Side view arrangement of five iMacs, in clear dark blue, red, green, grey, and a frosted white.       | Side view arrangement of five iMacs, in clear dark blue, red, green, grey, and a frosted white.       | Side view arrangement of five iMacs, in clear dark blue, red, green, grey, and a frosted white.       | Side view arrangement of five iMacs, in clear dark blue, red, green, grey, and a frosted white.       | Side view of two iMacs; one has a blue coloring with lighter spots, while the other has multicolored flowers screened on its surface. | Side view of two iMacs; one has a blue coloring with lighter spots, while the other has multicolored flowers screened on its surface. | Side view of two iMacs; one has a blue coloring with lighter spots, while the other has multicolored flowers screened on its surface. | Side view arrangement of dark blue, grey, and white iMacs.                                            | Side view arrangement of dark blue, grey, and white iMacs.                                            | Side view arrangement of dark blue, grey, and white iMacs.                                            |
| Fecha de lanzamiento           | 5 de octubre de 1999                                                                                  | 5 de octubre de 1999                                                                                  | 5 de octubre de 1999                                                                                  | 19 de julio de 2000                                                                                   | 19 de julio de 2000                                                                                   | 19 de julio de 2000                                                                                   | 19 de julio de 2000                                                                                   | 22 de febrero de 2001 | 22 de febrero de 2001 | 22 de febrero de 2001 | 18 de julio de 2001                                                                                   | 18 de julio de 2001                                                                                   | 18 de julio de 2001                                                                                   |
| Fecha de descontinuación       | 19 de julio de 2000                                                                                   | 19 de julio de 2000                                                                                   | 19 de julio de 2000                                                                                   | 22 de febrero de 2001                                                                                 | 22 de febrero de 2001                                                                                 | 22 de febrero de 2001                                                                                 | 22 de febrero de 2001                                                                                 | 18 de julio de 2001 | 18 de julio de 2001 | 18 de julio de 2001 | 18 de marzo de 2003                                                                                   | 18 de marzo de 2003                                                                                   | 7 de enero de 2002                                                                                    |
| Colores                        | Blueberry                                                                                             | Grape Tangerine Lime Strawberry                                                                       | Graphite                                                                                              | Indigo Ruby Sage Graphite Snow                                                                        | Indigo Ruby Sage Graphite Snow                                                                        | Indigo Ruby Sage Graphite Snow                                                                        | Indigo Ruby Sage Graphite Snow                                                                        | Indigo Graphite | Indigo Graphite | • Blue Dalmatian ✿ Flower Power | Indigo Snow Graphite                                                                                  | Indigo Snow Graphite                                                                                  | Indigo Snow Graphite                                                                                  |
| Identificador de modelo        | M5521                                                                                                 | M5521                                                                                                 | M5521                                                                                                 | M5521                                                                                                 | M5521                                                                                                 | M5521                                                                                                 | M5521                                                                                                 | M5521 | M5521 | M5521 | M5521                                                                                                 | M5521                                                                                                 | M5521                                                                                                 |
| Número de pedido               | M7469                                                                                                 | M7493                                                                                                 | M7668                                                                                                 | M7667                                                                                                 | M7639                                                                                                 | M7676                                                                                                 | M7651                                                                                                 | M7683 | M7669 | M7680 | M8582                                                                                                 | M8492                                                                                                 | M8510                                                                                                 |
| Procesador                     | PowerPC 750 (G3)                                                                                      | PowerPC 750 (G3)                                                                                      | PowerPC 750 (G3)                                                                                      | PowerPC 750 (G3)                                                                                      | PowerPC 750 (G3)                                                                                      | PowerPC 750 (G3)                                                                                      | PowerPC 750 (G3)                                                                                      | PowerPC 750 (G3) | PowerPC 750 (G3) | PowerPC 750CX (G3) | PowerPC 750CX (G3)                                                                                    | PowerPC 750CX (G3)                                                                                    | PowerPC 750CXe (G3)                                                                                   |
| Velocidad de reloj             | 350 MHz                                                                                               | 400 MHz                                                                                               | 400 MHz                                                                                               | 350 MHz                                                                                               | 400 MHz                                                                                               | 450 MHz                                                                                               | 500 MHz                                                                                               | 400 MHz | 500 MHz | 600 MHz | 500 MHz                                                                                               | 600 MHz                                                                                               | 700 MHz                                                                                               |
| Memoria caché                  | Caché de L2 de 512 KB                                                                                 | Caché de L2 de 512 KB                                                                                 | Caché de L2 de 512 KB                                                                                 | Caché de L2 de 512 KB                                                                                 | Caché de L2 de 512 KB                                                                                 | Caché de L2 de 512 KB                                                                                 | Caché de L2 de 512 KB                                                                                 | Caché de L2 de 512 KB | Caché de L2 de 512 KB | Caché de L2 de 256 KB | Caché de L2 de 256 KB                                                                                 | Caché de L2 de 256 KB                                                                                 | Caché de L2 de 256 KB                                                                                 |
| Memoria principal              | Dos ranuras de PC100 SDRAM, 64 MB                                                                     | Dos ranuras de PC100 SDRAM, 64 MB                                                                     | Dos ranuras de PC100 SDRAM, 128 MB                                                                    | Dos ranuras de PC100 SDRAM, 64 MB                                                                     | Dos ranuras de PC100 SDRAM, 64 MB                                                                     | Dos ranuras de PC100 SDRAM, 64 MB                                                                     | Dos ranuras de PC100 SDRAM, 128 MB                                                                    | Dos ranuras de PC100 SDRAM, 64 MB | Dos ranuras de PC100 SDRAM, 64 MB | Dos ranuras de PC100 SDRAM, 128 MB | Dos ranuras de PC100 SDRAM, 64 o 128 MB                                                               | Dos ranuras de PC100 SDRAM, 64 o 128 MB                                                               | Dos ranuras de PC100 SDRAM, 256 MB                                                                    |
| Gráficos                       | ATI Rage 128 VR con 8 MB SDRAM                                                                        | ATI Rage 128 VR con 8 MB SDRAM                                                                        | ATI Rage 128 VR con 8 MB SDRAM                                                                        | ATI Rage 128 Pro con 8 MB SDRAM                                                                       | ATI Rage 128 Pro con 8 MB SDRAM                                                                       | ATI Rage 128 Pro con 8 MB SDRAM                                                                       | ATI Rage 128 Pro con 8 MB SDRAM                                                                       | ATI Rage 128 Pro con 8 MB SDRAM ATI Rage 128 Ultra con 16 MB SDRAM                                                                    | ATI Rage 128 Pro con 8 MB SDRAM ATI Rage 128 Ultra con 16 MB SDRAM                                                                    | ATI Rage 128 Pro con 8 MB SDRAM ATI Rage 128 Ultra con 16 MB SDRAM                                                                    | ATI Rage 128 Ultra con 16 MB SDRAM                                                                    | ATI Rage 128 Ultra con 16 MB SDRAM                                                                    | ATI Rage 128 Ultra con 16 MB SDRAM                                                                    |
| Almacenamiento                 | 6 GB                                                                                                  | 10 GB                                                                                                 | 13 GB                                                                                                 | 7 GB                                                                                                  | 10 GB                                                                                                 | 20 GB                                                                                                 | 30 GB                                                                                                 | 10 GB | 20 GB | 40 GB | 20 GB                                                                                                 | 40 GB                                                                                                 | 60 GB                                                                                                 |
| Unidad óptica                  | Lector CD-ROM 24x                                                                                     | Lector DVD-ROM 4x                                                                                     | Lector DVD-ROM 4x                                                                                     | Lector CD-ROM 24x                                                                                     | Lector CD-ROM 24x                                                                                     | Lector DVD-ROM 4x                                                                                     | Lector DVD-ROM 4x                                                                                     | Lector CD-ROM 24x | Lector DVD-ROM 4x | Lector DVD-ROM 4x | Lector CD-ROM 24x                                                                                     | Lector DVD-ROM 4x                                                                                     | Lector DVD-ROM 4x                                                                                     |
| Conectividad                   | Puerto de red Ethernet 10/100 BASE-T Módem 56k V.90 Compatible con tarjeta AirPort                    | Puerto de red Ethernet 10/100 BASE-T Módem 56k V.90 Compatible con tarjeta AirPort                    | Puerto de red Ethernet 10/100 BASE-T Módem 56k V.90 Compatible con tarjeta AirPort                    | Puerto de red Ethernet 10/100 BASE-T Módem 56k V.90 Compatible con tarjeta AirPort                    | Puerto de red Ethernet 10/100 BASE-T Módem 56k V.90 Compatible con tarjeta AirPort                    | Puerto de red Ethernet 10/100 BASE-T Módem 56k V.90 Compatible con tarjeta AirPort                    | Puerto de red Ethernet 10/100 BASE-T Módem 56k V.90 Compatible con tarjeta AirPort                    | Puerto de red Ethernet 10/100 BASE-T Módem 56k V.90 Compatible con tarjeta AirPort                                                    | Puerto de red Ethernet 10/100 BASE-T Módem 56k V.90 Compatible con tarjeta AirPort                                                    | Puerto de red Ethernet 10/100 BASE-T Módem 56k V.90 Compatible con tarjeta AirPort                                                    | Puerto de red Ethernet 10/100 BASE-T Módem 56k V.90 Compatible con tarjeta AirPort                    | Puerto de red Ethernet 10/100 BASE-T Módem 56k V.90 Compatible con tarjeta AirPort                    | Puerto de red Ethernet 10/100 BASE-T Módem 56k V.90 Compatible con tarjeta AirPort                    |
| Otros puertos de E/S           | 2x USB 2x FireWire (excepto los modelos de 350 MHz) Jacks de E/S audio Altavoces estéreo incorporados | 2x USB 2x FireWire (excepto los modelos de 350 MHz) Jacks de E/S audio Altavoces estéreo incorporados | 2x USB 2x FireWire (excepto los modelos de 350 MHz) Jacks de E/S audio Altavoces estéreo incorporados | 2x USB 2x FireWire (excepto los modelos de 350 MHz) Jacks de E/S audio Altavoces estéreo incorporados | 2x USB 2x FireWire (excepto los modelos de 350 MHz) Jacks de E/S audio Altavoces estéreo incorporados | 2x USB 2x FireWire (excepto los modelos de 350 MHz) Jacks de E/S audio Altavoces estéreo incorporados | 2x USB 2x FireWire (excepto los modelos de 350 MHz) Jacks de E/S audio Altavoces estéreo incorporados | 2x USB 2x FireWire (excepto los modelos de 350 MHz) Jacks de E/S audio Altavoces estéreo incorporados                                 | 2x USB 2x FireWire (excepto los modelos de 350 MHz) Jacks de E/S audio Altavoces estéreo incorporados                                 | 2x USB 2x FireWire (excepto los modelos de 350 MHz) Jacks de E/S audio Altavoces estéreo incorporados                                 | 2x USB 2x FireWire (excepto los modelos de 350 MHz) Jacks de E/S audio Altavoces estéreo incorporados | 2x USB 2x FireWire (excepto los modelos de 350 MHz) Jacks de E/S audio Altavoces estéreo incorporados | 2x USB 2x FireWire (excepto los modelos de 350 MHz) Jacks de E/S audio Altavoces estéreo incorporados |
| Salida de vídeo (solo espejo)  | Puerto VGA                                                                                            | Puerto VGA                                                                                            | Puerto VGA                                                                                            | Puerto VGA                                                                                            | Puerto VGA                                                                                            | Puerto VGA                                                                                            | Puerto VGA                                                                                            | Puerto VGA | Puerto VGA | Puerto VGA | Puerto VGA                                                                                            | Puerto VGA                                                                                            | Puerto VGA                                                                                            |
| Sistema operativo original     | Mac OS 8.6                                                                                            | Mac OS 8.6                                                                                            | Mac OS 8.6                                                                                            | Mac OS 9.0.4                                                                                          | Mac OS 9.0.4                                                                                          | Mac OS 9.0.4                                                                                          | Mac OS 9.0.4                                                                                          | Mac OS 9.1 | Mac OS 9.1 | Mac OS 9.1 | Mac OS 9.1 y Mac OS X 10.0.4                                                                          | Mac OS 9.1 y Mac OS X 10.0.4                                                                          | Mac OS 9.1 y Mac OS X 10.0.4                                                                          |
| Sistema operativo más reciente | Modelos sin puertos FireWire: Mac OS X 10.3 Panther Resto de modelos: Mac OS X 10.4 Tiger             | Modelos sin puertos FireWire: Mac OS X 10.3 Panther Resto de modelos: Mac OS X 10.4 Tiger             | Modelos sin puertos FireWire: Mac OS X 10.3 Panther Resto de modelos: Mac OS X 10.4 Tiger             | Modelos sin puertos FireWire: Mac OS X 10.3 Panther Resto de modelos: Mac OS X 10.4 Tiger             | Modelos sin puertos FireWire: Mac OS X 10.3 Panther Resto de modelos: Mac OS X 10.4 Tiger             | Modelos sin puertos FireWire: Mac OS X 10.3 Panther Resto de modelos: Mac OS X 10.4 Tiger             | Modelos sin puertos FireWire: Mac OS X 10.3 Panther Resto de modelos: Mac OS X 10.4 Tiger             | Modelos sin puertos FireWire: Mac OS X 10.3 Panther Resto de modelos: Mac OS X 10.4 Tiger                                             | Modelos sin puertos FireWire: Mac OS X 10.3 Panther Resto de modelos: Mac OS X 10.4 Tiger                                             | Modelos sin puertos FireWire: Mac OS X 10.3 Panther Resto de modelos: Mac OS X 10.4 Tiger                                             | Modelos sin puertos FireWire: Mac OS X 10.3 Panther Resto de modelos: Mac OS X 10.4 Tiger             | Modelos sin puertos FireWire: Mac OS X 10.3 Panther Resto de modelos: Mac OS X 10.4 Tiger             | Modelos sin puertos FireWire: Mac OS X 10.3 Panther Resto de modelos: Mac OS X 10.4 Tiger             |
| Peso                           | 15,7 kg (34,7 libras)                                                                                 | 15,7 kg (34,7 libras)                                                                                 | 15,7 kg (34,7 libras)                                                                                 | 15,7 kg (34,7 libras)                                                                                 | 15,7 kg (34,7 libras)                                                                                 | 15,7 kg (34,7 libras)                                                                                 | 15,7 kg (34,7 libras)                                                                                 | 15,7 kg (34,7 libras) | 15,7 kg (34,7 libras) | 15,7 kg (34,7 libras) | 15,7 kg (34,7 libras)                                                                                 | 15,7 kg (34,7 libras)                                                                                 | 15,7 kg (34,7 libras)                                                                                 |
| DImensiones                    | 38,1 x 38,1 x 43,5 cm (15,0 x 15,0 x 17,1 pulgadas)                                                   | 38,1 x 38,1 x 43,5 cm (15,0 x 15,0 x 17,1 pulgadas)                                                   | 38,1 x 38,1 x 43,5 cm (15,0 x 15,0 x 17,1 pulgadas)                                                   | 38,1 x 38,1 x 43,5 cm (15,0 x 15,0 x 17,1 pulgadas)                                                   | 38,1 x 38,1 x 43,5 cm (15,0 x 15,0 x 17,1 pulgadas)                                                   | 38,1 x 38,1 x 43,5 cm (15,0 x 15,0 x 17,1 pulgadas)                                                   | 38,1 x 38,1 x 43,5 cm (15,0 x 15,0 x 17,1 pulgadas)                                                   | 38,1 x 38,1 x 43,5 cm (15,0 x 15,0 x 17,1 pulgadas)                                                                                   | 38,1 x 38,1 x 43,5 cm (15,0 x 15,0 x 17,1 pulgadas)                                                                                   | 38,1 x 38,1 x 43,5 cm (15,0 x 15,0 x 17,1 pulgadas)                                                                                   | 38,1 x 38,1 x 43,5 cm (15,0 x 15,0 x 17,1 pulgadas)                                                   | 38,1 x 38,1 x 43,5 cm (15,0 x 15,0 x 17,1 pulgadas)                                                   | 38,1 x 38,1 x 43,5 cm (15,0 x 15,0 x 17,1 pulgadas)                                                   |